# Коль, Александр Карлович
Александр Карлович Коль (1877—1938 (?)) — советский учёный-ботаник. По мнению отдельных авторов, платный агент НКВД СССР, автор доносов на академика Н. И. Вавилова и его оппонент. Сторонник академика Т. Д. Лысенко. По одной из версий, репрессирован в 1938 году.
С 1924 года был заведующим Бюро интродукции растений во Всесоюзном институте прикладной ботаники и новых культур, в котором занимался работой по учету поступающих из-за рубежа семян. Интродукция растений предполагала работу по выделению из мировой коллекции растений ценных для хозяйственного использования форм и их внедрению.
В советской прессе была организована кампания политических обвинений Вавилова с использованием прямой фальсификации реальных событий в сельскохозяйственной науке. 29 января 1931 года в «Экономической газете» была опубликована «являвшаяся в полном смысле политическим доносом» статья заведующего Бюро интродукции растений ВИР биолога А. К. Коля, критиковавшего Вавилова и его работу как руководителя ВИР. В статье утверждалось, что:

… гегемонию в нашей сельскохозяйственной науке завоевывает учреждение насквозь реакционное, не только не имеющее никакого отношения к мыслям и намерениям В. И. Ленина, но и классово им чуждое и враждебное.

В. Д. Есаков отмечает:

Все замечания и предложения А. Коля, по сути дела, сводились к полному заимствованию иностранных селекционных сортов, что вновь воскрешало, казалось бы, давно ушедшее в прошлое неверие в собственные силы отечественной науки.

А. Коль… являлся ярым противником сбора Н. И. Вавиловым мировых коллекций растительных ресурсов, и весьма прискорбно, что его точка зрения становилась определяющей в отношении партийно-государственного контрольного органа к этому перспективному направлению.

В ответном письме, опубликованном 13 мая 1931 года в той же газете, Вавилов опроверг эти обвинения:

Если и можно обвинять ВИР, то за его широкий размах, за его углублённую широкую работу, которая охватила за короткое время земной шар и в то же время дошла вглубь до оценки мукомольно-хлебопекарных особенностей наших сортов пшениц. Развёртывая работу, мы учитывали те задачи, которые ставит перед собой социалистическая реконструкция земледелия на основе укрупнённого специализированного производства в огромной стране с разнообразием климата и почв… Развёртывая исследовательскую работу, в настоящее время приходится учитывать запросы и сегодняшнего, и завтрашнего дня. Эти широкие задачи пугают «людей в футляре», но они соответствуют по масштабу социалистической реконструкции, проводимой в советской стране.